# Edvard Uddenberg
Edvard Uddenberg, född 3 oktober 1870 i Norra Råda församling, död 11 februari 1954 i Karlskoga, var en svensk riksdagspolitiker (Socialdemokrat).
Socialdemokraten Uddenberg tillhörde riksdagens Andra kammare 1912–1940 och var lika länge ledamot av Örebro läns landsting. Från 1925 innehade han en han en cigarraffär på Kungsvägen i Karlskoga.
Uddenberg gravsattes på Gamla kyrkogården i Karlskoga.